# Kujawiak

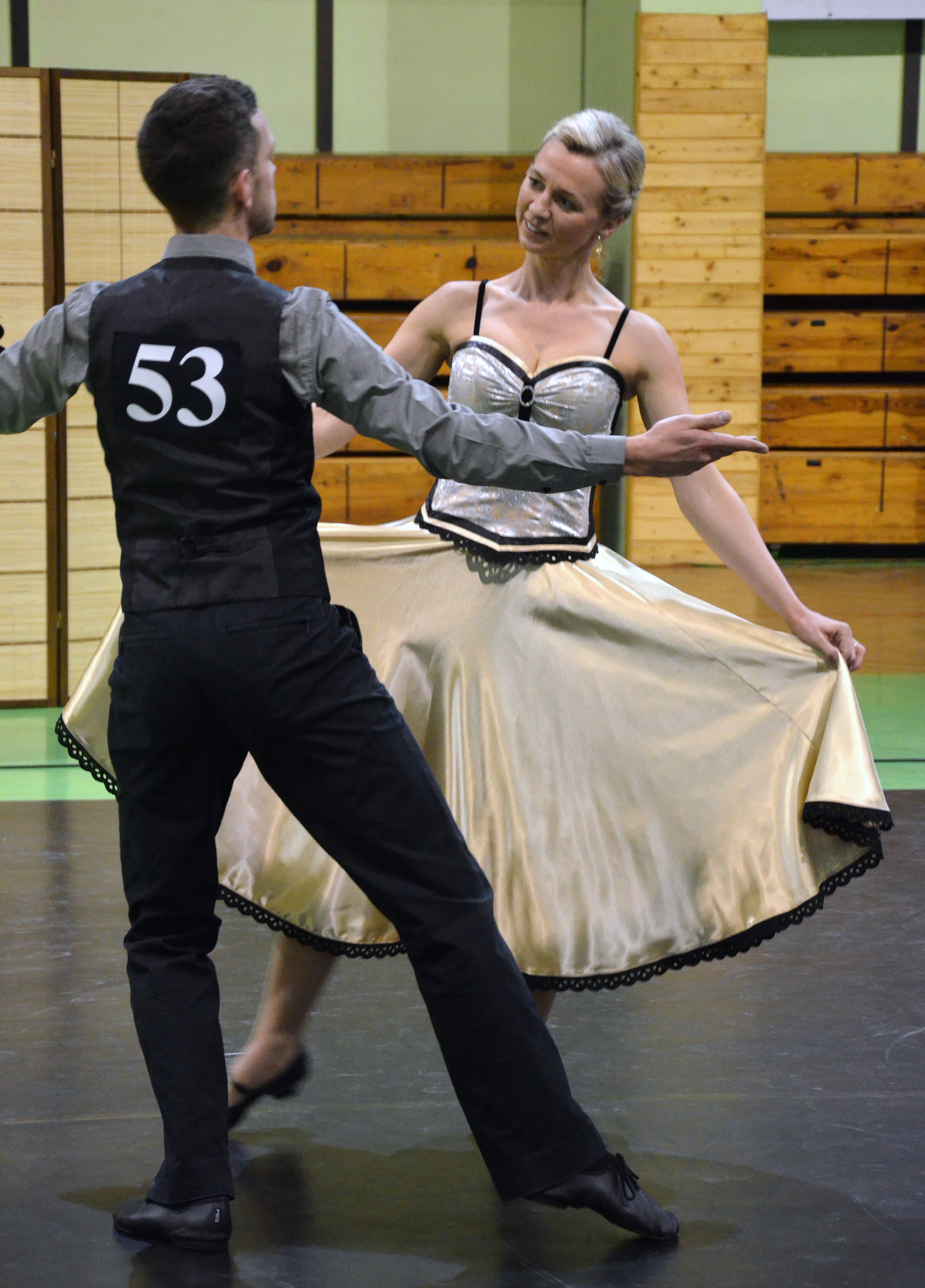
Kujawiak

El kujawiak és una dansa tradicional polonesa de la regió de Cuiàvia (en polonès, Kujawy), al centre de Polònia. És una de les cinc danses nacionals de Polònia; els altres són el krakowiak, la masurca, l'oberek i la polonesa.
La primera referència a un kujawiak es troba el 1827. El noms populars de la dansa fan referència a 'somni', a 'adormir'. La música està en compàs ternari, i és bastant lenta; sovint és lírica i tranquil·la, suposadament, en representació del paisatge de Cuiàvia, i en general en mode menor. La dansa es balla per parelles que van caminant amb gràcia en un ritme de negra, als genolls lleugerament doblegades, amb girs relaxats i es gronxen suaument. També hi ha danses kujawiak de dones.
història
Alguns compositors han escrit música basada en aquesta dansa com, per exemple, Henryk Wieniawski.